# 2001 في فرنسا
فيما يلي قوائم الأحداث التي وقعت خلال عام 2001 في فرنسا.

## سياسة

### تعيين في المنصب
- 1 مارس – إيف دانيال رئيس بلدية.
- 17 مارس – فرانسوا أولاند رئيس بلدية.
- 18 مارس – رولاند بلوم رئيس بلدية.
- 18 مارس – مانويل فالس رئيس بلدية.
- 19 مارس – فرانسو دي بنافيو رئيس بلدية.
- 25 مارس – برترون ديلانوي عمدة باريس [الإنجليزية]‏.
- 25 مارس – مارتين أوبري رئيس بلدية.
- 2 أبريل – دومينيك ستراوس كان نائب فرنسي.

### انتهاء فترة المنصب
- 1 يناير – برنارد ديشان عضو المجلس العام  [لغات أخرى]‏.
- 1 يناير – فرنسوا فيون رئيس بلدية.
- 18 مارس – برونو لورو رئيس بلدية.
- 18 مارس – جاك توبون رئيس بلدية.
- 25 مارس – بيار موروا رئيس بلدية.
- 25 مارس – رايمون باغ رئيس بلدية.
- 27 مارس – برترون ديلانوي عضو مجلس الشيوخ الفرنسي.

## رياضة
- 1 يناير – بطولة العالم لكرة اليد للرجال 2001
- 1 يناير – دورة فرنسا المفتوحة 2001
- 15 أبريل – سباق باريس روبيه 2001 الفائزون رومان فاينشتينز، سيرفيه كنافن، يوهان موسيو.

## ظهور
- 1 يناير – إم 83

## أفلام
من الأفلام التي صدرت هذه السنة في فرنسا:
- 1 يناير – أخوة الذئاب من إخراج كريستوف غانز.
- 1 يناير – ألفة من إخراج باتريس شيرو.
- 1 يناير – أميلي من إخراج جون بيير جونيه.
- 1 يناير – أوريجينال سين من إخراج مايكل كريستوفر.
- 1 يناير – الرجل الذي بكى من إخراج سالي بوتر.
- 1 يناير – الشفرة
- 1 يناير – الطبيعة البشرية من إخراج ميشيل جوندري.
- 1 يناير – إن شاء الله الأحد من إخراج يمينة بن قيقي.
- 1 يناير – رجال الغاية من إخراج جون جلان (مخرج أفلام).
- 1 يناير – فوضى من إخراج Coline Serreau [الإنجليزية]‏.
- 1 يناير – قبلة التنين من إخراج Chris Nahon [الإنجليزية]‏.
- 1 يناير – مندولين الكابتن كوريلي من إخراج جون مادن.
- 15 مارس – العدو على الأبواب من إخراج جان جاك أنو.
- 4 أبريل – مذكرات بريدجيت جونز من إخراج شارون ماغيري.
- 6 مايو – طريق مولهولاند من إخراج ديفيد لينش.
- 12 مايو – الأرض المحايدة من إخراج دانيس تانوفيتش.
- 6 سبتمبر – خلف الشمس من إخراج والتر سالس.

## برامج ومسلسلات وأنمي
- الجاسوسات

## كتب
من الكتب التي صدرت هذه السنة في فرنسا:
- 1 يناير – كيف أصبحت غبيا من تأليف مارتن باج.
- بعد الإمبراطورية: سقوط الحكم الأمريكي من تأليف إيمانويل تود.

## مواليد

### أبريل
- 5 أبريل – ثيلان بلوندو عارضة فرنسية.

## وفيات

### فبراير
- 19 فبراير – شارل تروني (مواليد 1913)

### مارس
- 16 مارس – رينيه برون (مواليد 1908) ممثل فرنسي.

### مايو
- 24 مايو – بول كور (مواليد 1926) فنان إسرائيلي.

### أغسطس
- 25 أغسطس – فيليب ليوتار (مواليد 1940)

### سبتمبر
- 6 سبتمبر – جاك ديشان (مواليد 1931) ممثل فرنسي.

### ديسمبر
- 4 ديسمبر – بيير شوفالييه (مواليد 1905)